# Gilling Castle

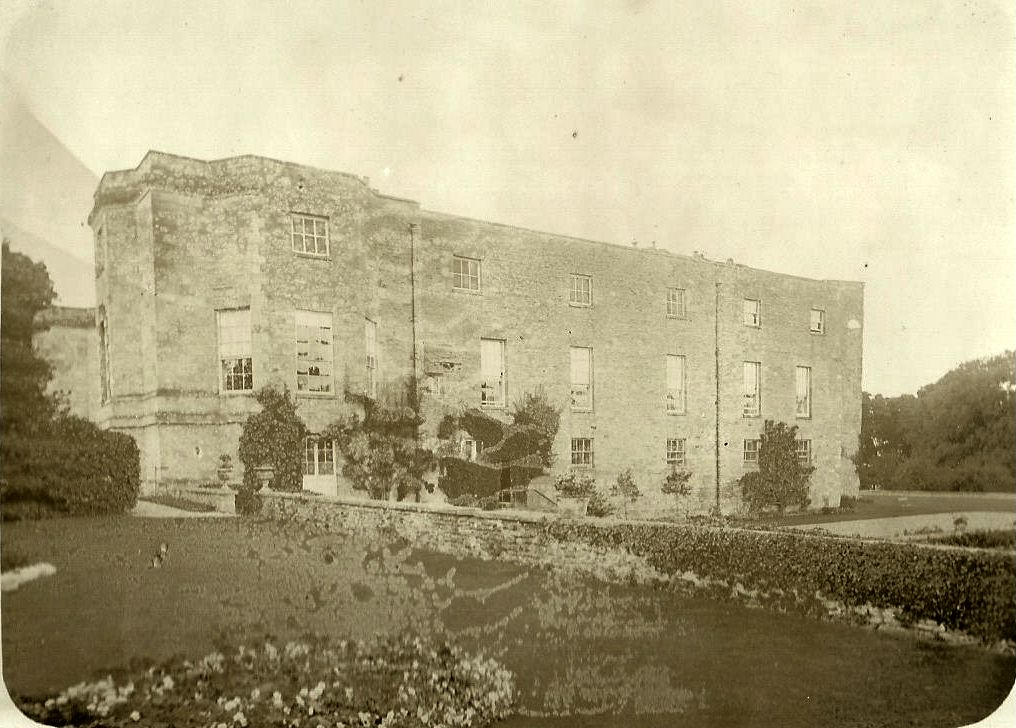
Das Schloss vor dem Jahr 1939

Gilling Castle ist ein Schloss in der Nähe des Dorfes Gilling East in der englischen Verwaltungseinheit North Yorkshire. English Heritage hat es als historisches Bauwerk I. Grades gelistet.

## Geschichte
Im Schloss wohnte ursprünglich die Familie Etton, die dort gegen Ende des 12. Jahrhunderts erschien. Thomas de Etton ließ im 14. Jahrhundert ein befestigtes Herrenhaus errichten – einen großen Turm mit fast quadratischem Grundriss, dessen Untergeschoss heute noch den Kern des Gebäudes bildet. 1349 hatte sein Vater die Grundherrschaft von Gilling auf die Familie seiner Gattin, die Fairfax, übertragen, da die Ettons keinen männlichen Nachkommen hatten. So konnte Thomas Fairfax 1489 das Anwesen beanspruchen, und sein Enkel, Sir William Fairfax, folgte ihm 1571 nach und ließ das Haus aus dem 14. Jahrhundert neu errichten. Er ließ das neue Schloss auf den mittelalterlichen Mauern errichten, wobei er das Erdgeschoss beließ, ein 1. und 2. Obergeschoss aufbauen ließ und an der Ostseite einen Treppenturm und einen Erker hinzufügen ließ. Das Paradeschlafzimmer wurde auch zu dieser Zeit gebaut.
Anfang des 18. Jahrhunderts ließ der damalige Eigner, Viscount Fairfax, das Innere des Schlosses umbauen und die beiden Flügel zum Einschluss des westlichen Hofes dazufügen. Auch wenn diese Arbeiten oft John Vanbrugh oder James Gibbs zugeschrieben werden, so basiert doch eine Zuschreibung an den Gentleman-Architekten William Wakefield aus Yorkshire auf einer von Francis Drake geschriebenen Note. Kleinere Umbauten führte in den 1750er-Jahren John Carr durch, der mit dem Innenumbau des bekannten Sitzes der Familie Fairfax in York, Fairfax House in Castlegate, beauftragt war.
Nach dem Tod von Mrs Lavinia Barnes (geb. Fairfax) 1885 war dieser Zweig der Familie ausgestorben und das Schloss ging zunächst durch verschiedene Hände und wurde dann 1929 von der Ampleforth Abbey gekauft. Das Einleitungsbild zeigt das baufällige Gebäude noch vor der Rekonstruktion. Der Verkäufer aber behielt die Vertäfelung und das Glas des Paradeschlafzimmers und verkaufte diese separat. Diese Einbauten wurden 1952 mit Hilfe des Pilgrim Trust und vielen Freunden und Abonnenten wieder nach Gilling Castle, an ihren alten Einbauort gebracht.
Heute ist die St-Martins-Ampleforth-Schule, eine Vorschule für das Ampleforth College, untergebracht. Das Schloss ist auch als historisches Bauwerk I. Grades ausgewiesen.

## Paradeschlafzimmer

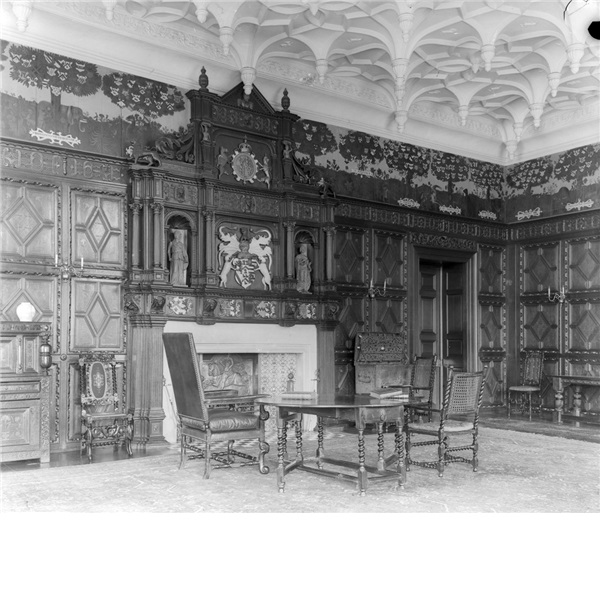
Great Chamber im Schloss

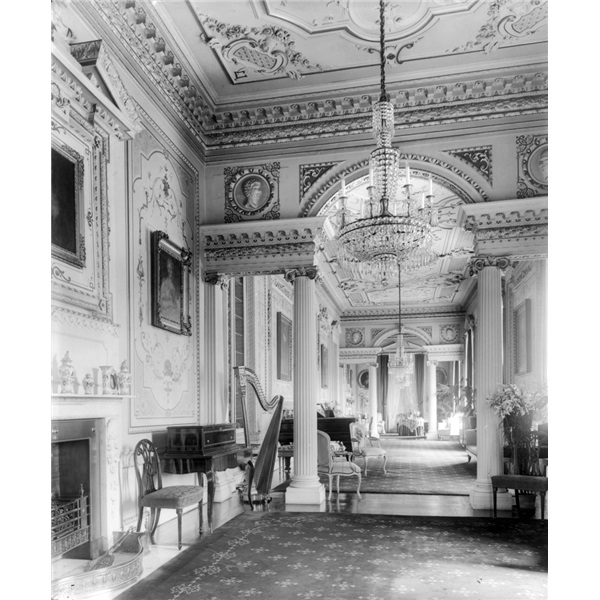
Inneres von Gilling Castle

Das Paradeschlafzimmer ist der wichtigste Raum im Haus, so wie es Sir William Fairfax, der Gilling Castle 1571–1597 besaß, hatte neu errichten lassen. Es überlebte die Renovierung des 18. Jahrhunderts fast unverändert und ist ein bemerkenswertes Beispiel für den Reichtum und die Finesse einer Inneneinrichtung vom Ende der elisabethanischen Zeit. Sir William Fairfax war sehr daran interessiert, in seiner Heraldik seine Verbindungen in Yorkshire darzustellen und er nutzte die Wappen für die Ausschmückung des neuen Raumes in so hohem Maße, das Inventarlisten aus den 1590er-Jahren zeigen, dass es ein Buch gab, in dem die Besucher die Wappen in Stuck, Farbe und Glas nachsehen konnten. Das Glas besitzt die Signatur eines flämischen Künstlers und das Jahr 1585, sodass man annimmt, dass der Raum in diesem Jahr fertiggestellt wurde.
Der Raum ist mit englischer Eiche vertäfelt, die in der Höhe in drei große Tafeln in den vier Ecken geteilt ist. Die Rauten sind mit sich überlagernden geometrischen Mustern aus Ebenholz und Stechpalme gefüllt. Jedes unterscheidet sich von den anderen und es gibt fast 100 Stück in diesem Raum. Jede der dreieckigen Tafeln ist mit Blumenintarsien versehen.
Der Kaminsims trägt das Wappen der Fairfax im Mittelstück. Darüber ist das Wappen von Königin Elisabeth I. angebracht. Über dem offenen Kamin sind vier Wappen angebracht – von Sir William Fairfax’ vier Schwestern und ihren Gatten (Bellasis, Curwen, Vavasour und Roos, jedes von ihnen mit „Fairfax“ aufgespiest).
Über der Vertäfelung verläuft ein Fries, der auf Tafeln gemalt wurde und die Wappen der Gentlemen von Yorkshire zeigt. Sie sind in 21 Wapentakes arrangiert. Jedes Wapentake hat einen Baum und die Wappen aller Gentlemen, die in diesem Distrikt lebten, hängen an den Ästen des Baumes.
Sir William Fairfax ließ seine heraldische Dekoration in buntem Glas fortführen, das der schönste Teil des Paradeschlafzimmers ist. Das südliche Fenster, das einzige, das fast intakt erhalten ist, ist der Heraldik und Genealogie der Familie von Sir Williams zweiter Gattin, den Stapletons, gewidmet. Das Erkerfenster hat gelitten und die erste Reihe der Scheiben wurde in farblosem Glas restauriert, vermutlich im 18. Jahrhundert. Dieses Fenster zeigt die Geschichte der Familie Fairfax. Diese beiden Fenster sind die Arbeit von Bernard Dininckoff, der seine Signatur und das Jahr 1585, sowie ein kleines Porträt seiner selbst in der rechten, unteren Ecke des Südfensters, hinterlassen hat. Das dritte (östliche) Fenster hat auch seine unteren Scheiben verloren und stammt von einem anderen Künstler und aus einer geringfügig späteren Zeit. Es zeigt die Geschichte der Familie Constable. Sir William Fairfax’ einziger Sohn Thomas (später Viscount Fairfax) heiratete Catharine Constable von Burton Constable.
Die gerippte Stuckdecke mit ihren Fächern und Hängezierat komplettierte den Raum. Wiederum findet Sir Williams Enthusiasmus für die Heraldik seinen Platz, denn der Untergrund der Paneele, die von den Rippen geformt werden, sind mit Löwen (vom Fairfax-Wappen), Ziegen und Talbots (von den Wappen der Unterstützer der Familien Fairfax und Stapleton) verziert.